# 伍珀塔尔城市大厅

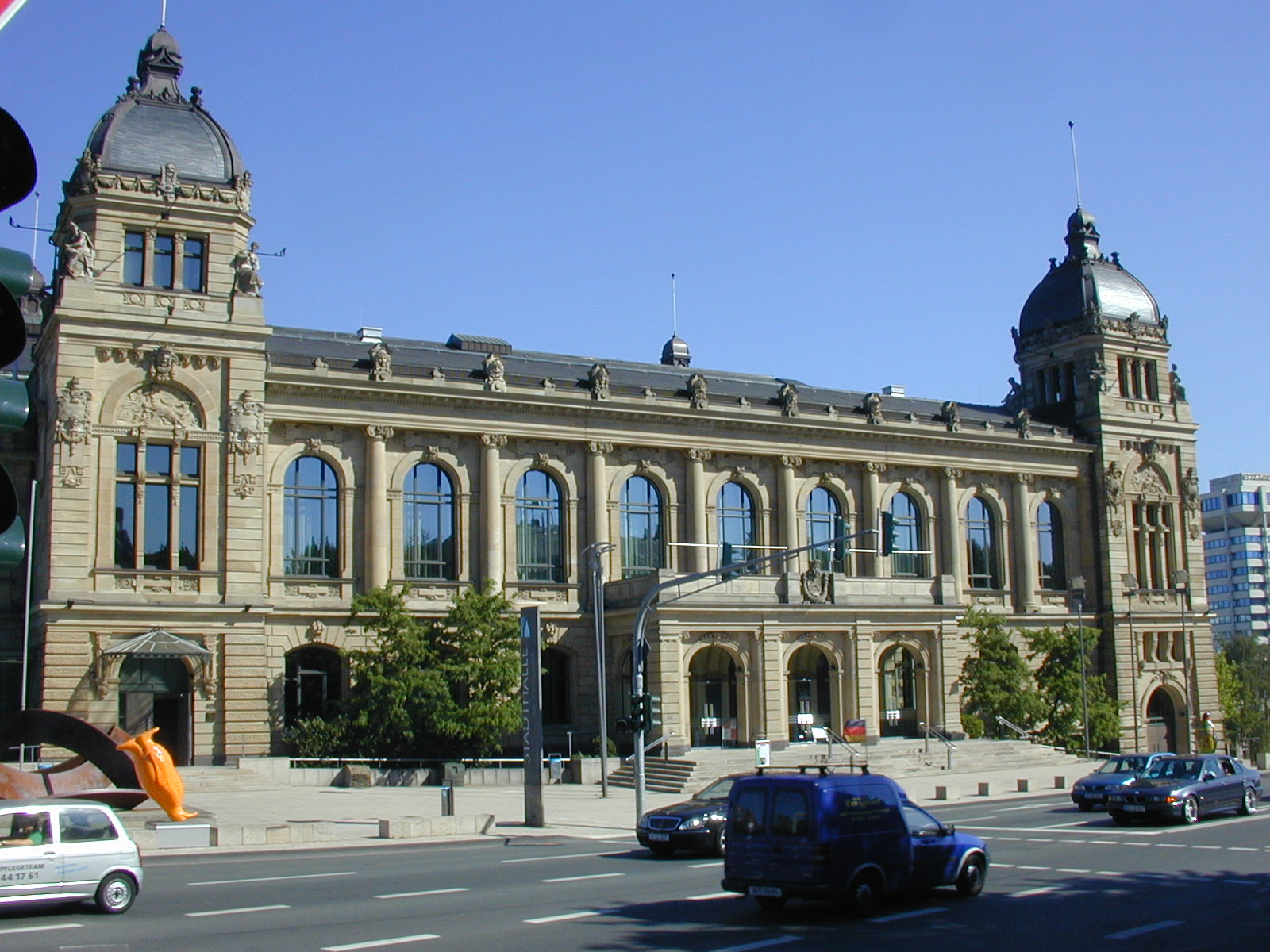

伍珀塔尔城市大厅（Stadthalle Wuppertal，官方名称：“Historische Stadthalle am Johannisberg”）是该市最重要的景点之一，同时因其独特的声学效果而成为音乐会和活动场所。它位于埃尔伯菲尔德南部，靠近市中心和伍珀塔尔火车总站。附近有游泳馆（Schwimmoper）和体育馆（Wilhelm-Dörpfeld-Gymnasium）。

## 历史
它建于19世纪，是当时独立的埃尔伯菲尔德市的代表性建筑，1900年开放，在第二次世界大战期间是伍珀塔尔唯一基本上完好无损的历史建筑。

## 画廊

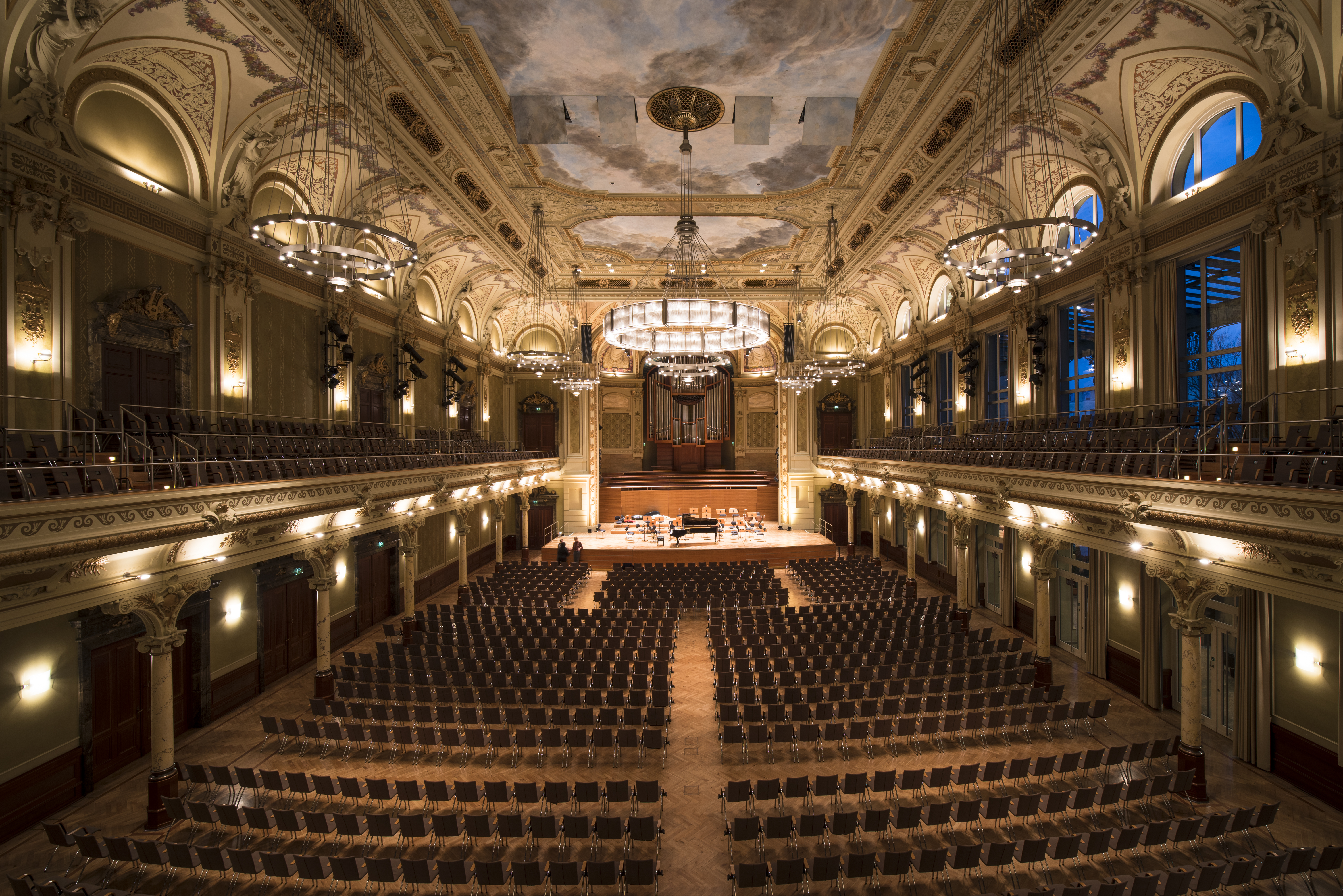
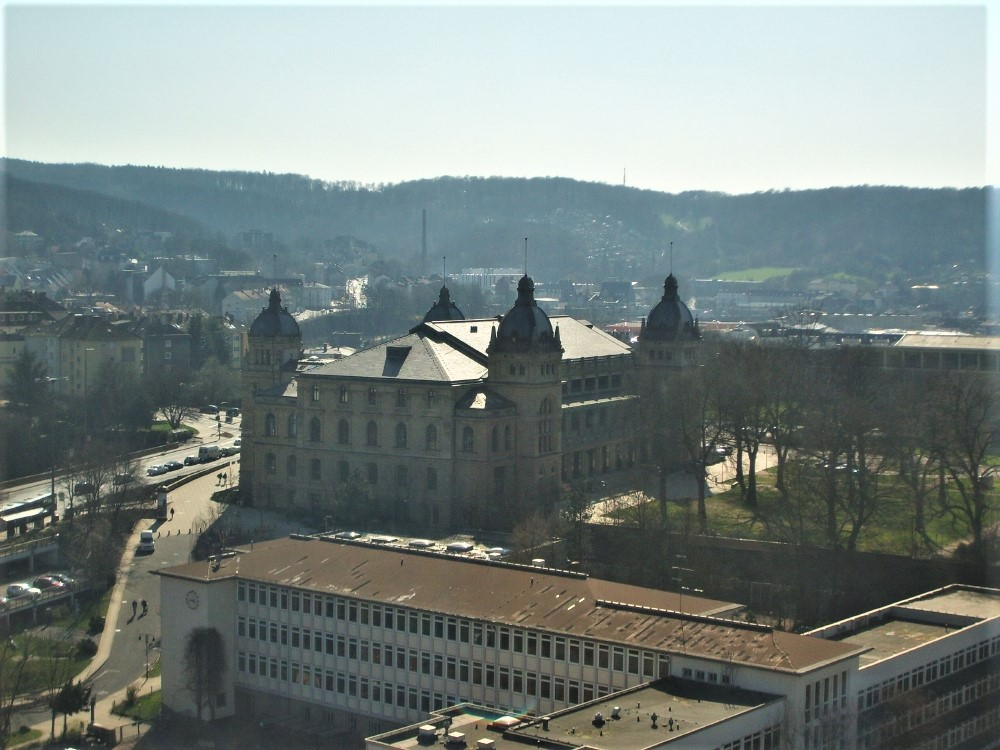
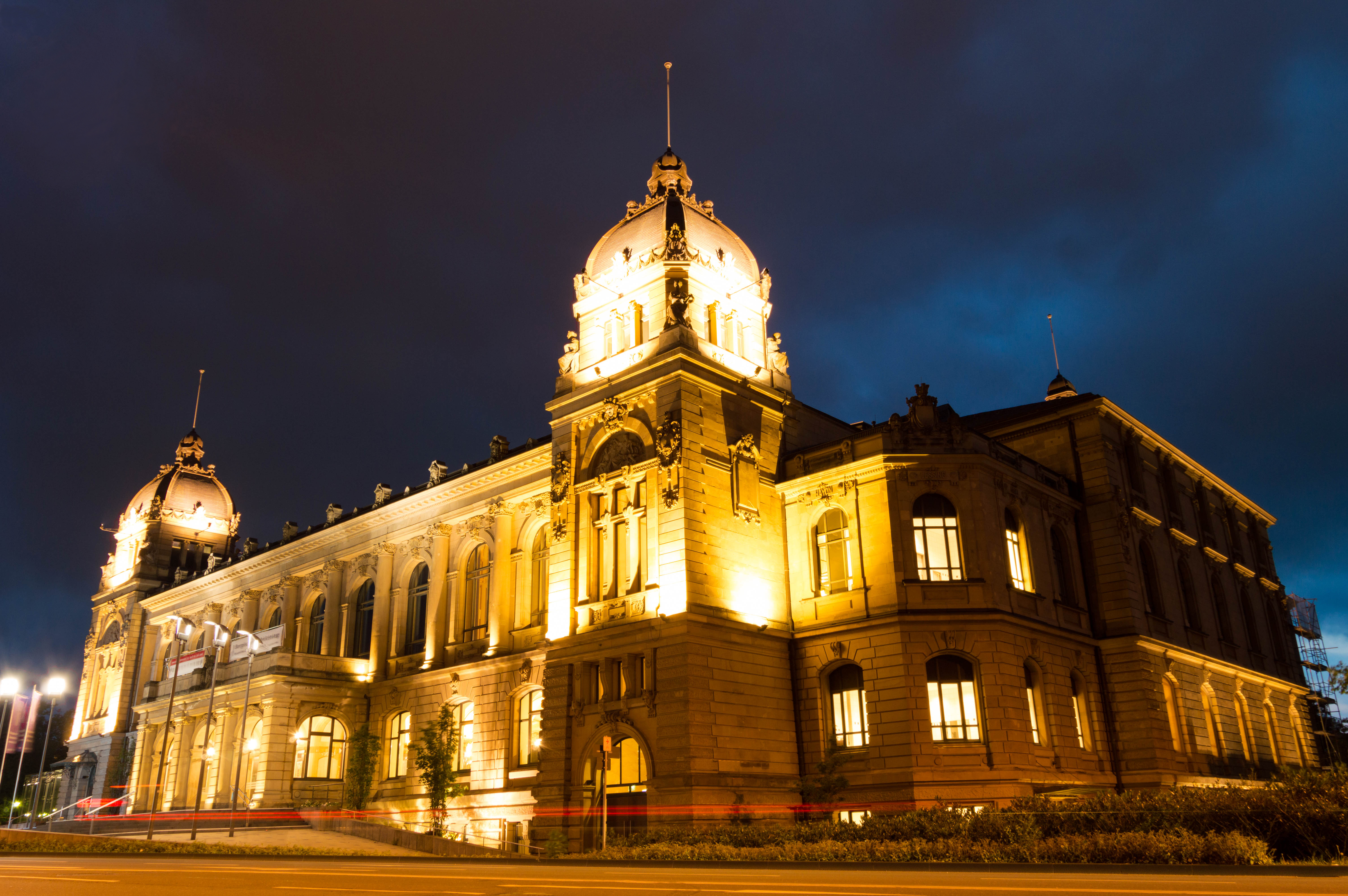
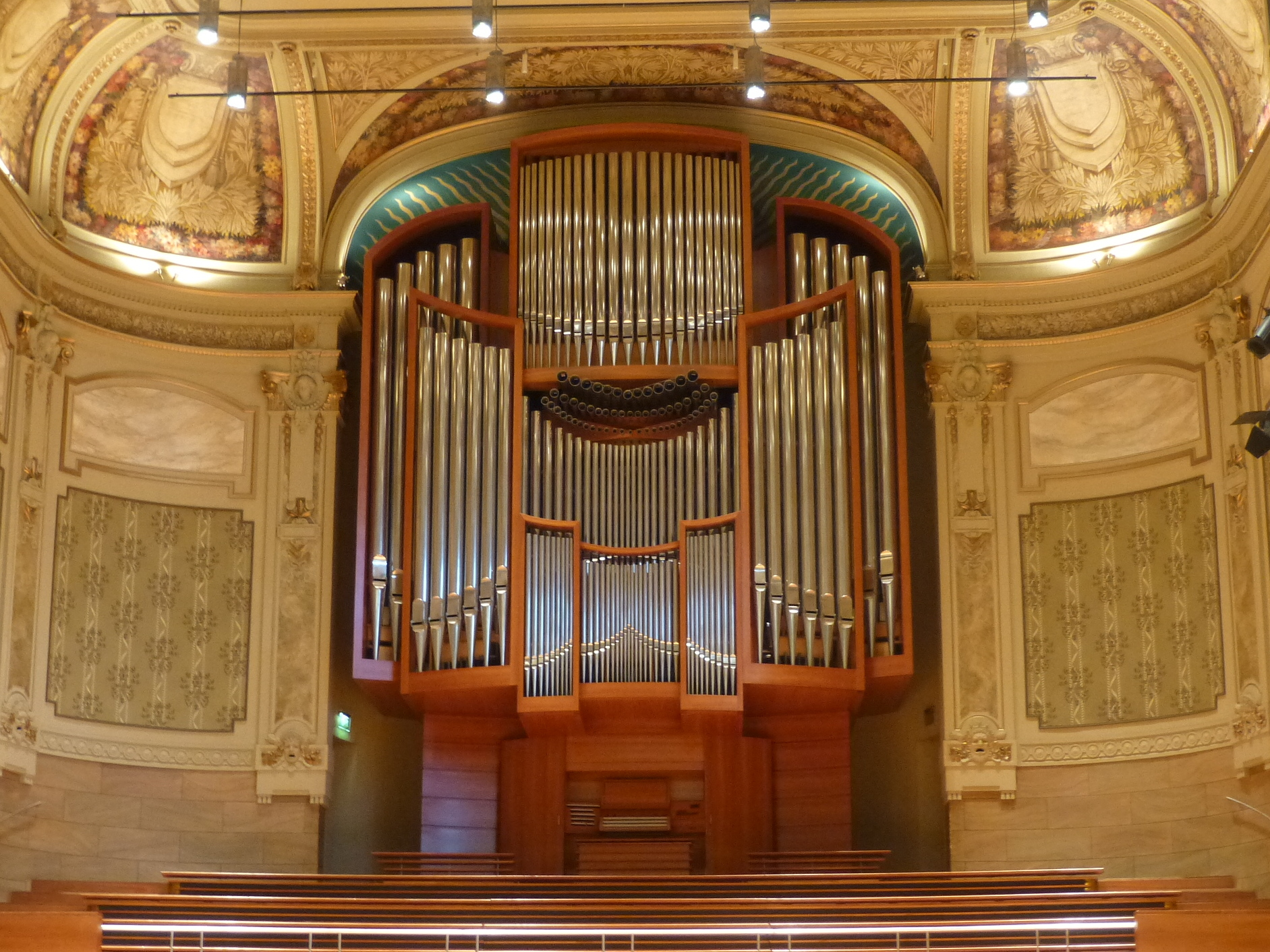